# Euphilomedes carcharodonta
Euphilomedes carcharodonta är en kräftdjursart som först beskrevs av Verna Z. Smith 1952. Euphilomedes carcharodonta ingår i släktet Euphilomedes och familjen Philomedidae. Inga underarter finns listade i Catalogue of Life.